# Huenchula
La Huenchula, Cucao o Chirena es un personaje perteneciente a la mitología del archipiélago de Chiloé (Chile). 

## Descripción y origen del mito
Se cuenta que la Huenchula es una muchacha de la zona de Cucao (costa occidental de la Isla Grande de Chiloé) que tenía amores con un ser acuático, que fue secuestrada por él y convertida luego en guardiana de la fecundidad del océano. Existen varias versiones de la historia, que difieren en numerosos elementos, tales como la relación que existía entre la muchacha y sus padres, entre ella y el ser fantástico que se la llevó o el destino del bebé que tuvieron, pero todas sitúan los hechos en la zona del lago Cucao y en el caso de las versiones conocidas en la actualidad, se relata que sucedió específicamente en Chanquín, a orillas del lago Huelde. Un mito huilliche acerca del origen del lago Cucao que fue registrado en el siglo XVIII, es visto como la primera versión de relato.
A fines de la década de 1760, un misionero jesuita, que podría ser Segismundo Guell, registró un mito acerca de cómo se originó el lago Cucao en su Noticia breve y moderna del Archipiélago de Chiloé, de su terreno, costumbres de los indios, misiones, escrita por un misionero de aquellas islas en el año 1769 y 70. El mito explica que en otra época una joven huilliche de nombre Cucao iba todos los días a lavarse a la orilla del Océano y que allí tenía encuentros con un "sireno" (wekufe) que la llevaba mar adentro. Sin embargo, un día su madre la reconvino por sus amores con ese ser y ella se lo hizo saber a su amante, quien confundido se enfureció y derribó cerros para hacer una laguna en que ambos pudieran encontrarse sin ser vistos. Para Renato Cárdenas, investigador de la cultura de Chiloé, esta sería la primera versión de la historia de la Huenchula.

## Leyenda
De acuerdo a la leyenda, la Huenchula era una joven huilliche nacida de la unión de una machi, llamada Huenchur, y de un leñador. La familia vivía en la costa del Pacífico de la Isla Grande de Chiloé, en la actual Chanquín (comuna de Chonchi), lugar ubicado entre el lago Huelde y el lago Cucao y la muchacha era reconocida por su belleza en todos lados 
Como parte de sus quehaceres domésticos, a la joven le tocaba acarrear el agua desde un pozo cercano al lago Huelde. Un día, al regresar de su cotidiana faena, de conducir agua, desde el lago cercano, manifestó a su madre su desagrado por este trabajo; no por el esfuerzo que le demandaba, sino por el temor que le producía la presencia de un raro animal, con ciertas formas de lobo marino y de hombre, que desde las aguas la contemplaba, cada vez con mayor insistencia. Su madre le había advertido que no debía mirarse en el pozo, pues podía ser que no viera su reflejo, sino que el Millalobo tomara su aspecto para observarla sin ser notado. Huenchur le dijo que el Millalobo tampoco suele salir a la tierra, ya que este cambio provoca terribles temblores en su cuerpo, como si estuviera sintiendo un gran frío. Sin embargo, ella no obedecía a su madre y contemplaba su cara en las aguas. En otras versiones de la historia, ella ve que el Millalobo la observa desde el pozo, pero no deja de mirar porque se siente atraída por él.
Un día ya no volvió a su casa con el agua y cuando su madre se preocupó por ella, fue a buscarla al pozo, pero solamente encontró el recipiente abandonado y las aguas revueltas. Suponiendo que su hija había sido robada por el Millalobo y llevada al fondo del mar, la mujer empezó a lamentarse y la dio por perdida.
Al cabo de un año, la Huenchula llegó a la casa de su madre con un bulto en sus brazos y la saludó con naturalidad como si nunca se hubiera separado de ella y diciéndole que se había casado con un pez. Le contó que tenía invitados a comer, gente muy importante que era amiga de su marido y que saldría a recibirlos. Luego pidió a su madre que hermoseara la casa para ellos y que mientras estaba ausente cuidara del bulto, pero que por ningún motivo lo abriera. Dicho esto, salió de la casa.
Sin embargo, la anciana no pudo resistir la curiosidad y desenvolvió el bulto de ropa, esperando encontrar dentro a su nieta, pero lo que halló fue un charco de agua mientras salía de la casa una pequeña forma luminosa que emitía un silbido. Advertida por el sonido, la Huenchula volvió a la casa e increpó a su madre por no haber tenido paciencia. Le dijo que ahora había perdido la oportunidad de conocer a su nieta, que los invitados estaban descontentos y que ella ya no volvería jamás a visitarla. Luego se fue para siempre.
Al llegar al mar, la Huenchula, vacío el contenido de la lapa; y llamó a su esposo, para contarle lo sucedido. Su esposo, el ser conocido como Millalobo le dijo que dejara de llorar ya que su hija no estaba muerta, y luego de decir esto, emergió una bella joven llamada Pincoya; la cual era la hija de ambos. La Huenchula, muy alegre se dirigió al lado de su esposo e hija, y así todos se fueron a vivir al palacio que el Millalobo tiene en el fondo del mar. Al pasar los años, la Huenchula y el Millalobo tendrían dos hijos más; llamados Pincoy y Sirena.